# Afo Dodoo
Afo Dodoo (né le 23 novembre 1973 au Ghana) est un joueur de football international ghanéen, qui évoluait au poste de défenseur.

## Biographie

### Carrière en sélection
Avec l'équipe du Ghana, il joue 23 matchs (pour aucun but inscrit) entre 1994 et 1996. Il figure notamment dans le groupe des sélectionnés lors des CAN de 1994 et de 1996.
Il participe également aux JO de 1996.